# دانشنامه میتیکا
دانشنامهٔ میسیکا (به انگلیسی: Encyclopedia Mythica) یک دانشنامهٔ، فولکلور، اساطیری و دینی است. این دانشنامه شامل بسیاری از اساطیر کشورهای مختلف اروپا، آفریقا، آسیا، خاورمیانه، آمریکای شمالی، آمریکای جنوبی و اقیانوسیه است. این دانشنامه در ژوئن ۱۹۹۵ بنیادگذاری‌شد.